# Captain Morgan
Captain Morgan — бренд ароматизованих ромів (включаючи, в Європі, деякі «преміальні спиртні напої» зі смаком рому), вироблений британським алкогольним конгломератом Diageo. Названий на честь валлійського корсара Карибського басейну XVII століття сера Генрі Моргана.

## Історія
У 1984 році Captain Morgan Original Spiced Rum був представлений у Сполучених Штатах. 15 квітня 2005 року ром Captain Morgan Tattoo Black Spiced і його таємнича «солодка до тепла» обробка стали найновішим доповненням до родини Captain Morgan. У 2007 році Captain Morgan був другим за обсягом брендом алкогольних напоїв у Сполучених Штатах і сьомим у світі. У 2007 році було продано 7,6 млн 9-літрових ящиків. Найбільше рому Captain Morgan продають у США, Канаді, Великій Британії, Південній Африці та Global Travel.
У листопаді 2009 року NFL заборонила приховану рекламну кампанію, нібито організовану Diageo. Було зрозуміло, що за кожного гравця НФЛ, який зніме на камеру позу «Капітан Морган» під час гри регулярного сезону, Diageo пожертвує $10,000 організації Gridiron Greats (некомерційна організація, яка допомагає гравцям НФЛ, які вийшли на пенсію, з різними труднощами після виходу з гри). Ліга оголосила про це після такого святкування Брента Селека з Філадельфія Іглс.
У 2010 році дві американські території, Пуерто-Рико та Віргінські острови Сполучених Штатів посперечалися через плани капітана Моргана перенести операції на Віргінські острови з податкових причин. Справа дійшла до кульмінації під час дебатів у Конгресі Сполучених Штатів щодо спроби USVI використати податкові пільги, щоб заманити компанію на цю територію.
У 2014 році Diageo Canada подала позов про порушення фірмового стилю проти Heaven Hill Distilleries Inc, стверджуючи, що персонаж Капітана Моргана та адмірала Нельсона відзначаються схожістю, і що ця схожість призвела б до негативного впливу на продаж торгової марки Captain Morgan. Diageo Canada виграла позов у 2017 році.
У 2020 році бренд запускає новий продукт під назвою Captain Morgan Tiki. Цей новий ром зі смаком ананаса і манго доступний у Великій Британії, Австралії, Чехії та Німеччині.

## Різновиди
- Білий ром — п'ятикратний дистильований ром, який витримується в бочках з білого дуба більше року, а потім фільтрується для видалення кольору, за винятком ринку Атлантичної Канади, де він зберігає зеленуватий відтінок[7][8].
- Dark Rum — Темний ром, витриманий у дубі[9].
- Spiced Gold — Пряний ром зі смаком ванілі та коричневого цукру[10].
- Tiki — лімітована серія рому зі смаком ананаса та манго для поєднання з лимонадом.[6]

## У масовій культурі
До та після події SummerSlam 2015 року, Джон Сіна використовував бренд як псевдонім для Сета Роллінза (чемпіона світу WWE у важкій вазі) у шоу WWE Monday Night Raw. У 2016 році Diageo випустила спеціальну лімітовану серію пляшок на честь Уеса Моргана, який був капітаном ФК «Лестер Сіті» і виграв титул Прем'єр-ліги 2015—2016.